# Peter Hajba
Peter Hajba, né le 15 décembre 1974, est un musicien et un infographe finlandais qui produit de la musique électronique et la distribue parfois gratuitement sur internet sous le pseudonyme de Skaven, ce qui lui vaut la reconnaissance de la communauté du libre et une grande notoriété dans la scène du demomaking. Il appartient au groupe Future Crew depuis 1991, travaille pour la société Remedy Entertainment comme animateur, graphiste et responsable du son, notamment pour Max Payne 2: The Fall of Max Payne et plus récemment pour la société Popcap qui distribue des jeux en partagiciel.

## Étapes marquantes
- Il a étudié l'animation au Collège de Ballyfermot.
- Il a remporté la première place lors de concours de musique assemblée (notamment au concours Assembly) en 1993, 1995 et 2002
- Il a contribué à une musique dans Unreal Tournament en 1999 (Razorback, joué dans le niveau du "Peak Monastery")
- Il a publié des articles sur le graphisme sur Gama Networks